# Isabela z Brienne (1306–1360)
Isabela z Brienne (1306 - 1360) byla po právu hraběnkou z Lecce a Conversana, uchazečka o Athénské vévodství a Jeruzalémské království.

## Rodina a raná léta
Byla dcerou Waltera V. z Brienne, athénského vévody, který by v roce 1311 zabit v bitvě u Halmyros poblíž Théb v Řecku. Jako vnučka Huga z Brienne, hraběte z Lecce, byla potomkem jeruzalémských a kyperských králů.
Otec trávil většinu života v Řecku, kde se snažil získat zpět dědictví své matky, athénské vévodství. Najal si katalánskou kompanii, skupinu žoldáků založenou Rogerem de Flor, k boji proti byzantským nástupcům Epirského despotátu a Nikájského císařství, ale když je chtěl v roce 1311 podvést a zabít, zabili ho v bitvě u Halmyros a převzali vévodství, takže katalánština se stala úředním jazykem a francouzsko-byzantské odvozené z Achájského knížectví vyměnili za zákony z Katalánska, brzy vytvořili Neopatrijské vévodství. Když byl Walter zabit, Isabelina matka Johana ze Châtillonu, dcera hraběte z Porcien, se pokusila udržet athénskou Akropoli proti útočícím Kataláncům, ale nakonec to vzdala. Walter z Foucherolles z rodu Brienne měl stále v držení panství Argu a Naupliu. Vévodkyně Johana však uprchla i se svými malými dětmi do Francie, kde měla rodina pozemky v Champagne, kolem Brienne-le-Château. Ochuzená rodina nebyla schopna poskytnout Isabele lepšího nápadníka, než valonského rytíře, Waltera III. z Enghien, jehož panství v okolí Hainaultu nebyly bezcenné (Condé-en-Brie, Enghien).

## Hraběnka z Lecce a Brienne
Její bratr Walter VI. postupně získával lepší a lepší postavení a hodnosti, spojil se s anjouovským králem Neapole, aby obnovil některá italská léna. Jako konstábl Francie, byl zabit v bitvě u Poitiers (1356). Byl také pánem Florencie, maršálem Francie, hrabětem Lecce, Conversana atd. Byl spojencem anjouovské Neapole, a podílel se na italské politice. Jeho dítě zemřelo malé, společně s jeho první manželkou Markétou z Anjou-Tarent. Walterovou druhou manželkou se stala jeho vzdálená příbuzná Johana z Brienne. Děti jeho sestry Isabely se staly dědici jeho pozemků a nároků. Už od roku 1350, Isabelin dědic Sohier sídlil v Řecku a držel Argos a Naupliu.
Isabela přežila svého bratra, jehož byla nástupkyní, a zemřela v roce 1360. Její manžel Walter zemřel v roce 1345.
Za několik let, se stala hraběnkou z Lecce a Brienne, stejně jako titulární vévodkyní z Athén a držitelkou dalších nárokovaných titulů. Vzhledem k tomu, že její nejstarší syn Walter zemřel ještě před jejím bratrem, stal se jejím dědicem druhorozený syn Sohier. Dovolila, aby její území byla ještě za jejího života rozdělena mezi její četné potomstvo.
Isabelin bratr opustil Řecko někdy ve 40. letech 14. století, a její syn Sohier byl zřejmě uselím pánem Argosu a Nauplii. V letech 1356-60 získal titul vévody z Athén, a některá práva v Argos-Nauplie. Nicméně, její šestý syn Guy z Enghien obdržel panství Argos-Nauplie a v letech 1356-1377 tam sídlil jako jeho pán. Guy byl také někdy titulován jako vévoda z Athén, přestože tento titul náležel jeho staršímu bratrovi.
Isabelin čtvrtý syn Ludvík se v roce 1381 stal, když bylo dědictví jeho synovce rozděleno, titulárním vévodou z Athén.
Guyova dcera Marie, Isabelina vnučka, se provdala za Petra Cornara Benátského.

## Potomci
Jejími dětmi byly:
1. Walter
2. Isabela
3. Sohier z Enghien
4. Jan z Enghien
5. Markéta
6. Ludvík z Enghien
7. Jakub
8. Guy z Enghien
9. Engelbert z Enghien
10. František
11. Johana